# To the Bone (Kris Kristofferson)
To the Bone è un album di Kris Kristofferson, pubblicato dalla Columbia Records nel gennaio del 1981.

## Tracce
Brani composti da Kris Kristofferson, eccetto dove indicato
Lato A
1. Magdalene – 3:40
2. Star-Crossed – 3:27
3. Blessing in Disguise – 3:27
4. The Devil to Pay – 3:24
5. Daddy's Song – 5:02

Durata totale: 19:00
Lato B
1. Snakebit – 3:28
2. Nobody Loves Anybody Anymore – 3:07 (Kris Kristofferson, Billy Swan)
3. Maybe You Heard – 2:58
4. The Last Time – 4:14
5. I'll Take Any Chance I Can with You – 3:29 (Kris Kristofferson, Glen Clark)

Durata totale: 17:16

## Musicisti
- Kris Kristofferson - chitarra, voce
- Stephen Bruton - chitarra, accompagnamento vocale
- Billy Swan - chitarra, accompagnamento vocale
- Steve Gibson - chitarra
- Donnie Fritts - tastiere
- Glen Clark - tastiere, accompagnamento vocale
- David Briggs - tastiere
- Tommy McClure - basso
- Sammy Creason - batteria

Note aggiuntive
- Norbert Putnam - produttore
- Gene Eichelberger - ingegnere del suono